# Kaleidos
Kaleidos è un gioco di società per famiglie, ideato da Spartaco Albertarelli, che non richiede particolari abilità o attitudini per essere giocato.
 Con poche e semplici regole è adatto a pochi partecipanti o a gruppi numerosi divisi in squadre.

Il concetto di base del gioco è quello di riuscire a scovare, in apposite tavole illustrate, quanti più soggetti possibile che abbiano come iniziale la lettera selezionata. I giocatori dovranno cercare di ottenere il maggior numero di punti possibile sfidandosi in una serie di manche, ciascuna disputata su una tavola illustrata differente.
Il gioco è stato distribuito in Italia da Editrice Giochi dal 1995 al 2005 e venduto anche in Brasile, ma con il titolo Focus, dall'anno successivo i diritti sono tornati nelle mani del creatore.
Una nuova edizione completamente riveduta, illustrata da Marianna Fulvi ed Elena Prette del KG Studio (KaleidosGames Studio), è stata pubblicata dall'editore francese Interlude sotto il marchio Cocktailgames alla fine del 2008.

## Contenuto Scatola Originale
- 24 schede illustrate (6 schede fronte-retro per ciascun giocatore, per un totale di 12 tavole per ciascun giocatore);
- 4 supporti porta-schede in cartone;
- 1 ruota delle lettere;
- 4 matite;
- 1 blocco segnapunti;
- 1 blocco di fogli di carta;
- 1 clessidra;
- Regolamento.

## Contenuto Scatola Nuova Edizione
- 20 schede illustrate (5 schede fronte-retro per ciascun giocatore, per un totale di 10 tavole per ciascun giocatore);
- 4 supporti porta-schede in cartone;
- 1 mazzo di carte per selezionare le lettere;
- 4 matite;
- 1 blocco segnapunti;
- 1 clessidra;
- Regolamento.

## Regolamento di Gioco

### Preparazione
Ciascun giocatore, o squadra, prende un supporto in cartone per le schede e le tavole in uno dei 4 colori a scelta.
Dispone le schede rispettando l'ordine crescente annotato nell'angolo in alto a sinistra, tenendo presente che il gioco inizierà dalla tavola illustrata numero uno e procederà sequenzialmente fino alla dodicesima e ultima tavola.

Ad ogni partecipante vengono dati una matita e un foglio per annotare i soggetti.
La clessidra, la ruota delle lettere e il blocco segnapunti resteranno al centro dei giocatori, in modo che siano visibili da tutti i partecipanti.

### Svolgimento
Il gioco si svolge in manche disputate ciascuna su una delle tavole illustrate, identiche per tutti i giocatori.
In ognuna delle manche, uno dei giocatori gira la freccia sulla ruota  e sceglie una delle due lettere proposte dove la punta della freccia si è fermata (oppure pesca una carta nella nuova edizione).
 La lettera selezionata sarà l'iniziale dei soggetti che i giocatori dovranno ricercare nella tavola di turno e annotare sul proprio foglio. Il tempo a disposizione sarà scandito dalla clessidra.

A tempo scaduto, ciascun giocatore a turno leggerà i soggetti da lui individuati: a ciascun soggetto individuato da 2 o più giocatori verrà assegnato 1 punto, ai soggetti individuati invece da un solo giocatore verranno assegnati 5 punti (3 nella nuova edizione). Dopo aver indicato sul blocco segna punti il punteggio totalizzato nella manche corrente da ciascun giocatore, i partecipanti passano alla tavola illustrata successiva, estraggono una nuova lettera e si preparano a ricominciare la sfida.
Al termine dell'ultima manche, i punteggi ottenuti da ciascun giocatore nelle singole tavole verranno sommati; il giocatore che avrà totalizzato il punteggio maggiore sarà il vincitore.

### Soggetti accettabili
I soggetti annotati dai giocatori devono rispettare alcune regole generiche:
- I soggetti validi sono tutto ciò che è chiaramente visibile nell'illustrazione, con tutte le loro generalizzazioni o specificazioni
(es. cane può essere Dalmata, Labrador, Doberman..ecc.; una camicia può essere fatta di lino, seta, cotone..ecc.).
- I soggetti non possono essere ripetuti (singolare-plurale o maschile-femminile) tranne nel caso in cui identifichino oggetti differenti
 (es. penna può identificare penna da scrivere o penna di uccello).
- Eventuali soggetti contestati sono ritenuti validi se la maggioranza li ritiene tali.

## Premi e riconoscimenti
- 1995 Spiel des Jahres, finalista[1]
- 1996 As d'Or, Gioco di gruppo[2]
- 2009 As d'Or Jeu de l'Année, finalista[3]
- 2009 Best of Show, Side Award Miglior Profilo Artistico
- 2010 ÅRETS SELSKAPSSPILL:, miglior "party game" dell'anno in Norvegia